# Japansk mispel
Japansk mispel (Eriobotrya japonica) är ett fruktbärande lövträd i familjen rosväxter med frukter kallade mispelfrukter eller mispel. På engelska heter arten och frukten Loquat. På de flesta germanska språk är dock namnet mispel. På finska är dess namn mispeli, på italienska nespolo, på turkiska muşmula (uttalas mushmula) och på spanska níspero.  
Japansk mispel bör inte förväxlas med mispel (Mespilus germanica), ett annat fruktträd i rosfamiljen som länge odlats i Europa och västra Asien.

## Beskrivning
Det är en städsegrön buske eller ett litet träd med rund krona. Det kan bli upp till 5-10 meter, men är oftast mindre, omkring 3-4 meter.
Bladen är enkla, mellan 10 och 25 centimeter långa och mörkt gröna och tjocka med en läderartad översida och sammetsliknande behåring på undersidan.

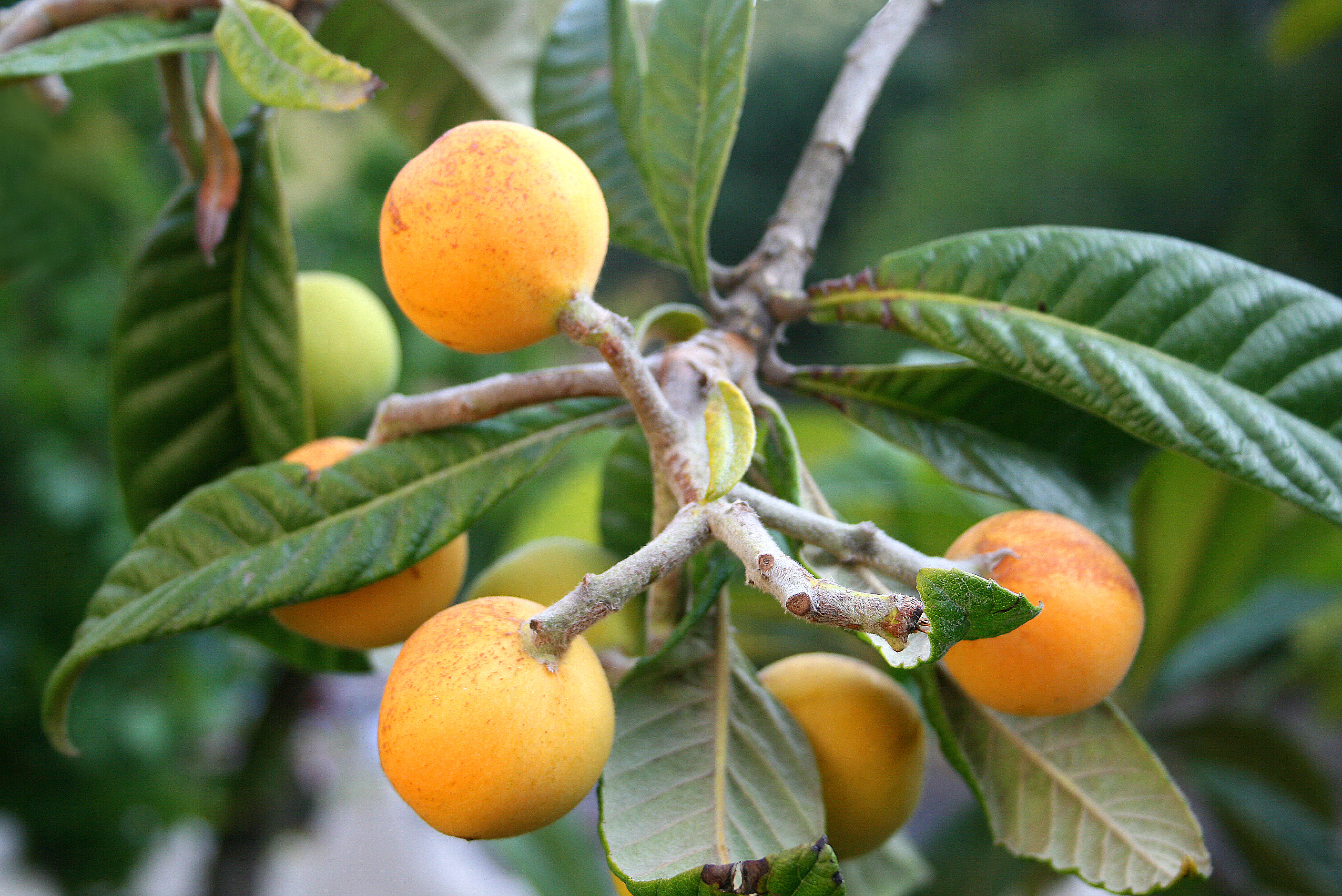
Mispellöv med frukt.

Japansk mispel är ovanlig bland fruktträd eftersom blomningen sker på hösten eller under tidig vinter. Frukten mognar under sen vinter eller tidig vår. Blommorna är ungefär 2 centimeter i diameter, vita med 5 kronblad. Blommorna växer i klasar om 3-10 blommor i varje och har mycket stark doft. Frukterna som också växer i klasar är runda eller ovala och ungefär lika stora som ett plommon. Frukterna är ovala till något rundade i sin form och har ovanligt stora frön. Skalet är gult eller orange och kan vara litet segt. Det saftiga fruktköttet är vitt, gult eller orange och innehåller ett kärnhus med upp till nio bruna frön. Smaken är mild och söt med lätt syra. Frukten är bäst att skördas när den är mjuk och gul. Frukten kan använda på samma sätt som plommon och körsbär. Om skalet är segt tar man bort det innan frukten äts. 

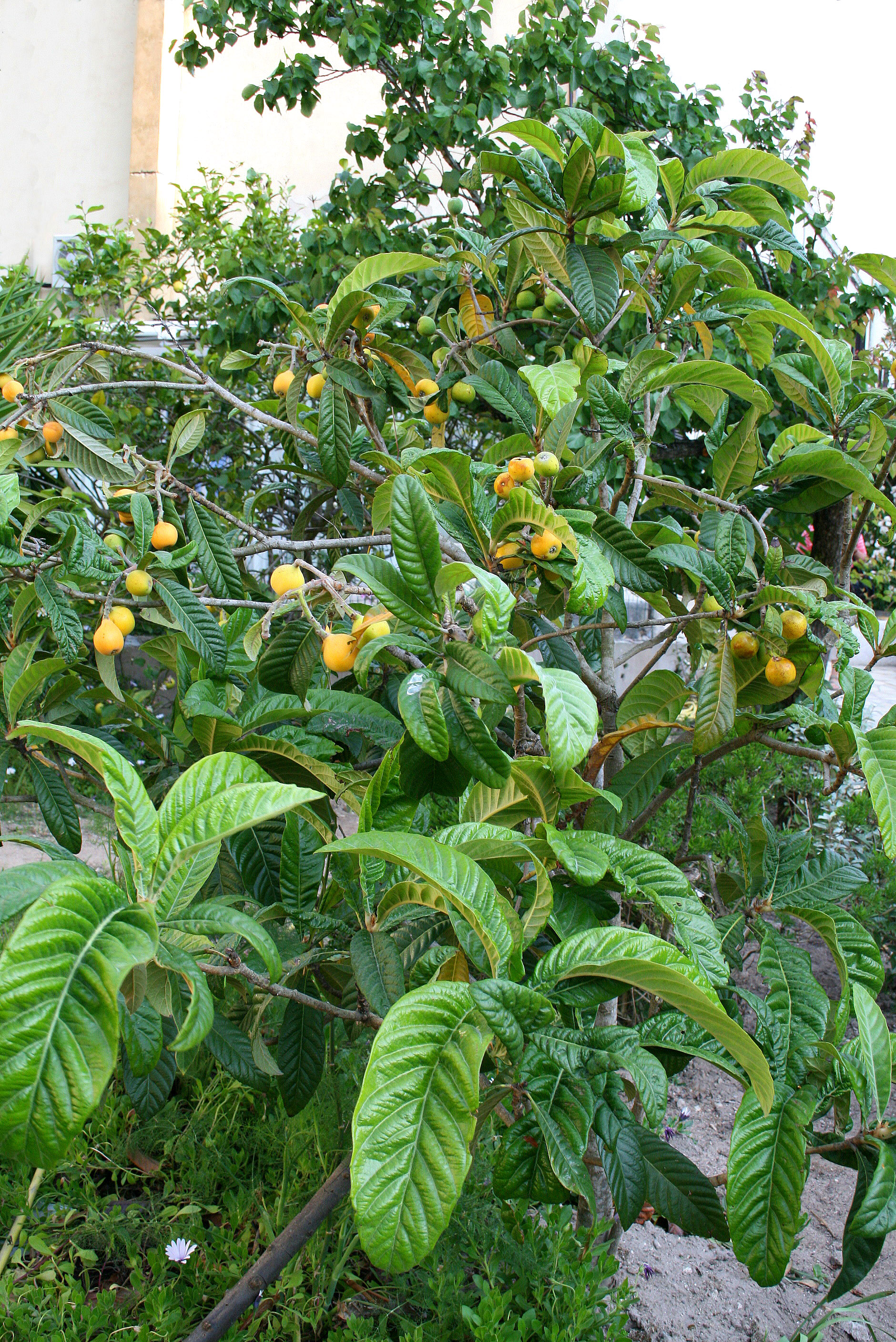
Mispel med frukt.

## Användning

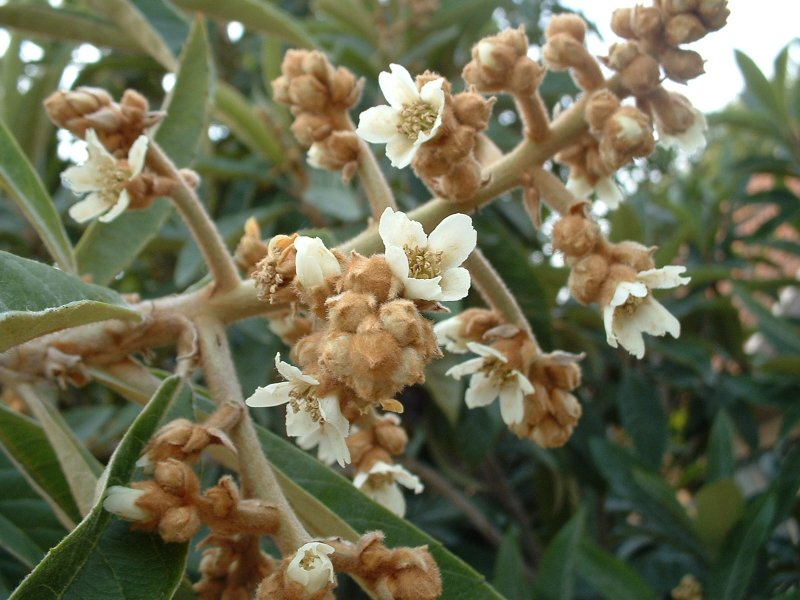
Blommande japansk mispel. Bilden visar ett exemplar för hemmaodling. Där blommorna blommor gradvis och där också frukterna mognar efter hand. detta jämfört med professionell odling där blommorna alla blommar samtidigt och alla mogna frukter samtidigt.

Mispeln kan jämföras med sin avlägsna släkting äpplet i flera aspekter, den har mycket socker, syra och innehåller pektin. Passar att äta som frukt eller tillsammans med annan frukt i fruktsallad. Där mispel är vanligt används frukter till sylt, gele, chutney eller inlagd i sockerlag. Mindre mogna frukter passar i paj. I Sverige hittar man frukten främst bland tropiska frukter i välsorterade fruktdiskar eller på marknader. Den äts oftast som ett plommon. 
Mispel i sockerlag är använd i kinesisk medicin för att lindra halsont. Bladen med andra ingredienser är känd som pipa gao (; pinyin: pípágāo; bokstavligen "mosad mispel"), fungerar som demulcent och expectorant, såväl som att hjälpa matsmältning och andningsorganen. Mispel kan också användas för att göra vin.
Som många besläktade arter, är blad från den unga plantan och plantans frön giftiga. Innehåller små mängder av "cyanogenetic glycocides" som frigör cyanid i matsmältning. Den låga koncentrationen och den bittra smaken brukar dock hindra någon större skada.
Intagen i stor mängd har mispeln en liten, men märkbar lugnande effekt, som kan vara i 24 timmar. 

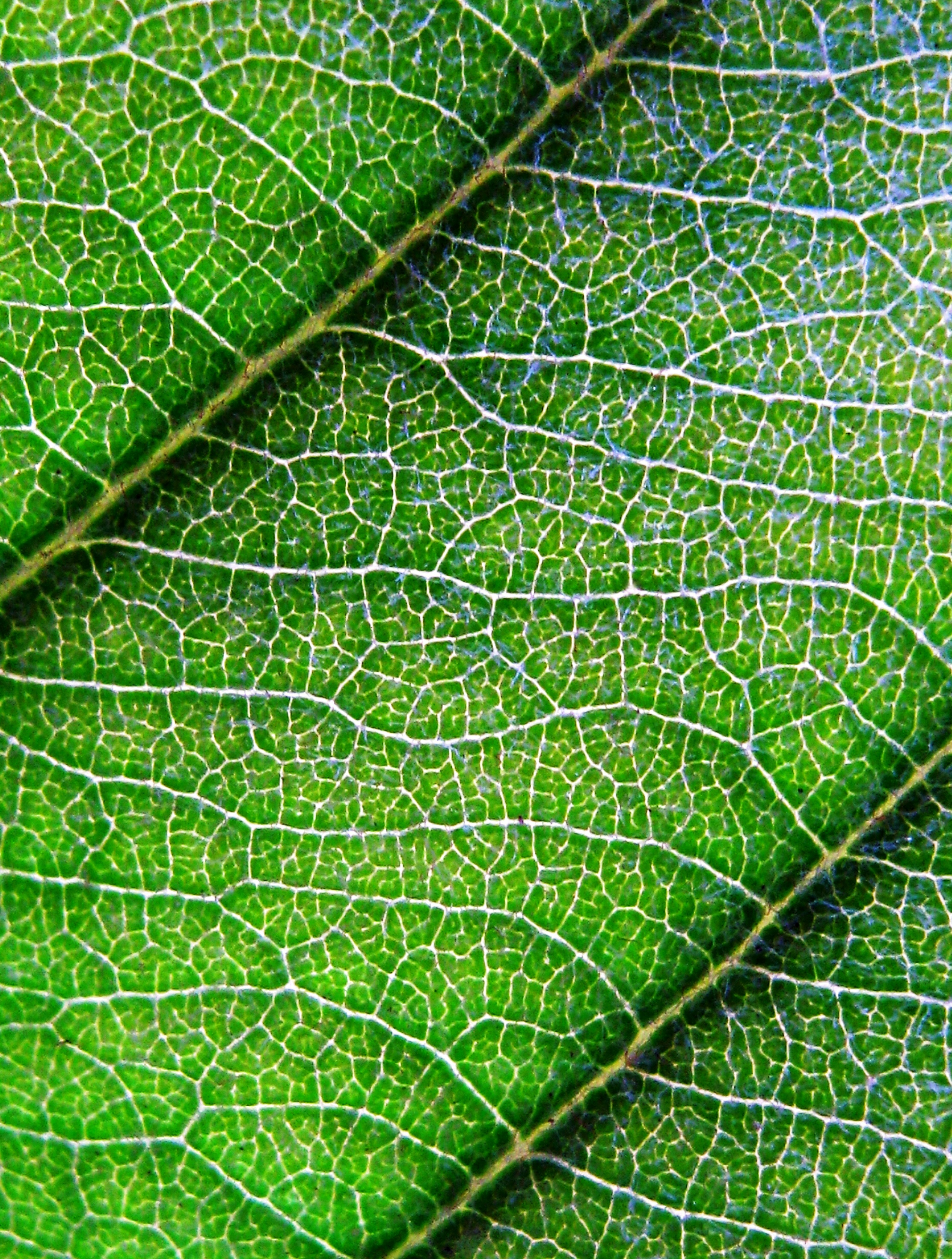
Mispellöv i närbild med dess magnifika vener.

## Historik
Ursprungligen kommer Japansk mispel från sydöstra Kina. Härifrån har den spritts till Japan där den odlats i flera tusen år. Numera odlas den även i länderna runt Medelhavet. Mispeln var ofta nämnd i den antika kinesiska litteraturen, exempelvis i dikterna Li Bai. I portugisisk litteratur nämns det redan innan Age of Discovery.

## Kommersiell odling
Japan är ledande producent av mispel (januari-juni), tätt följd av Kina (mars-juli).
Trädet odlas också i medelhavsområdet, till exempel i Cypern och Egypten. Övriga producenter är Israel, Italien, Albanien, Libanon, Malta, Spanien, Marocko, Algeriet, Portugal, Syrien, Turkiet, Armenien, Australien, Bermuda (där det är väldigt vanligt att göra mispelsylt), Brasilien, Indien, Nya Zeeland, Pakistan, Chile, Guatemala, Mexiko, Central- och Sydamerika samt södra USA.

## Odling
Japansk mispel är ett ganska lättodlat träd som är städsegrönt. Kärnorna gror lätt. Trädet är ganska härdigt och kan odlas utomhus i zon 1 om man har mycket skyddat läge. Blomningen sker på hösten eller under tidig vinter. Frukten mognar under sen vinter eller tidig vår. Om man lyckas få frukt måste trädet hållas varmare än - 4 C för att frukten inte ska skadas och ramla av. Odlas som ett subtropiskt träd med svala vintrar och gärna utomhusplacering under sommaren.  

## Etymologi
Namnet loquat kommer från lou4gwat1, som är kanton uttalat med gammal klassisk kinesiska (bokstavligen "orange vasstrå"). I modern kinesiska mer känd som pipa, från formen av det kinesiska instrumentet pipa. På japanska kallas det biwa, ett namn på samma instrument biwa. Det är också känt som japansk mispel, som anspelar på det ord som används i många länder: nêspera eller magnório (portugisiska), níspero (spanska), lokaat (hindi),  mušmula or nešpula (kroatiska), naspli (maltesiska), nespola (italienska), náspolya (ungerska), nespra (katalanska), nèfle du Japon or bibasse (franska). Andra namn inkluderar: sheseq (hebreiska), اسكادونيا Askidinya, Akkidinya, Aki Dini, Igadinya eller Bashmala بشملة  (arabiska), Akkadeneh eller Akka Dhuniya (libanesiska), zger eller nor ashkhar (armeniska), mushmala (georgiska), mushmolla verore (sommar mispel) (albanska), mousmoula eller mespilia (grekiska), Japanse (wol)mispel (holländska), yeni dünya, muşmula eller Malta eriği på turkiska. Hangi dunya på Sorani/Kurdiska.

## Näringsvärde
Mispeln har lågt innehåll av fett, kolesterol och salt, och mycket A-vitamin, fibrer, vitamin B6, kalium och magnesium.